# Anelosimus analyticus
Anelosimus analyticus là một loài nhện trong họ Theridiidae.
Loài này thuộc chi Anelosimus. Anelosimus analyticus được Ralph Vary Chamberlin miêu tả năm 1924.